# Nisshin Maru
Pour les articles homonymes, voir Nisshin.
Le MV Nisshin Maru (日新丸, Nisshinmaru) est un navire-usine de la flotte baleinière japonaise. Chalutier reconverti, il est le seul navire-usine de traitement de baleine au monde. Il naviguait en période hivernale dans l'océan Austral avant l'interdiction de la pêche a la baleine dans cet océan et après cette période.
Le statut de « navire de recherche » est critiqué par des organisations de protection des baleines et de la nature comme Sea Shepherd Conservation Society ou Greenpeace, qui le considèrent comme un « navire de chasse à la baleine », ce qu'il est réellement.
Le Nisshin Maru est entré en collision avec d'autres navires d'ONG surveillant ses activités, comme le MV Arctic Sunrise[réf. non conforme], le MY Bob Barker[réf. non conforme], le MY Sam Simon ou le Steve Irwin.

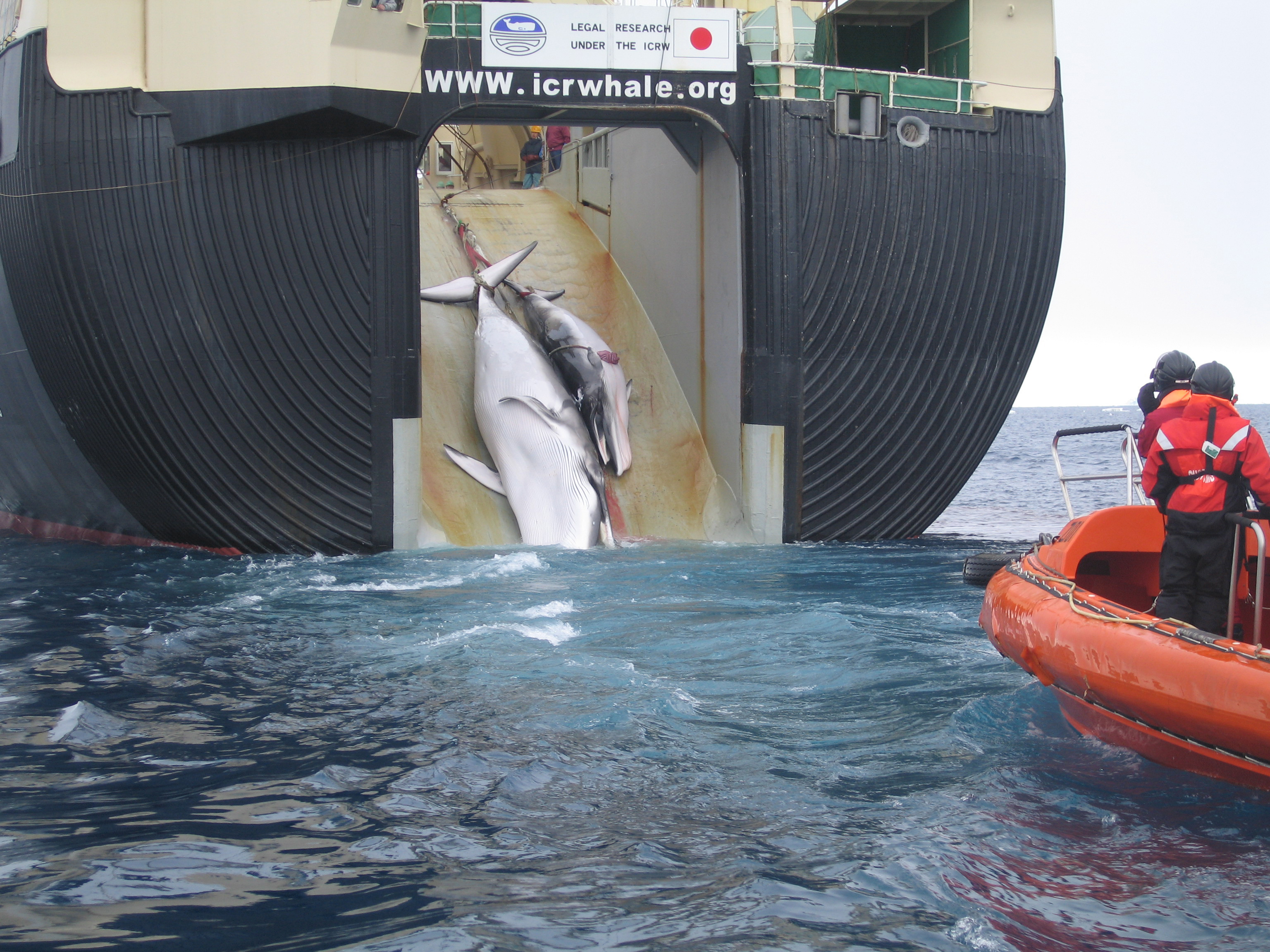
Un rorqual et son petit d'un an sont hissés à bord du Nisshin Maru.

Un nouveau navire, le Kangei Maru, est lancé le 21 mai 2024 pour pouvoir naviguer dans les eaux glaciales de l’Antarctique.